# Australasian Championships 1922
Gli Australasian Championships 1922 (conosciuto oggi come Australian Open) sono stati la 15ª edizione degli Australasian Championships e quarta prova stagionale dello Slam per il 1922. Per la prima volta le donne hanno partecipato al torneo. Si è disputato dal 2 al 9 dicembre 1922 sui campi in erba del White City Stadium di Sydney in Australia.
Il singolare maschile è stato vinto dall'australiano James Anderson, che si è imposto sul connazionale Gerald Patterson in cinque set. Il singolare femminile è stato vinto dall'australiana Margaret Molesworth, che ha battuto la connazionale Esna Boyd Robertson in due set. Nel doppio maschile si è imposta la coppia formata da John Hawkes e Gerald Patterson, mentre nel doppio femminile hanno trionfato Marjorie Mountain e Esna Boyd Robertson. Il doppio misto è stato vinto da Esna Boyd Robertson e Jack Hawkes.

## Risultati

### Singolare maschile
James Anderson ha battuto in finale  Gerald Patterson con il punteggio di 6–0, 3–6, 3–6, 6–3, 6–2.

### Singolare femminile
Margaret Molesworth ha battuto in finale  Esna Boyd con il punteggio di 6–3, 10–8.

### Doppio maschile
John Hawkes /  Gerald Patterson hanno battuto in finale  James Anderson /  Norman Peach con il punteggio di 8–10, 6–0, 6–0, 7–5.

### Doppio femminile
Esna Boyd Robertson /  Marjorie Mountain hanno battuto in finale  Floris St. George /  Lorna Utz con il punteggio di 1–6, 6–4, 7–5.

### Doppio misto
Esna Boyd Robertson /  Jack Hawkes hanno battuto in finale  Lorna Utz /  Harold Utz con il punteggio di 6–1, 6–1.